# Liste der Wappen im Landkreis Fulda
Diese Liste zeigt die Wappen der Städte und Gemeinden sowie Wappen von ehemals selbständigen Gemeinden und aufgelösten Landkreisen im Landkreis Fulda in Hessen.
In dieser Liste werden die Wappen mit dem Gemeindelink angezeigt.

Wappen des Landkreises Fulda[1]
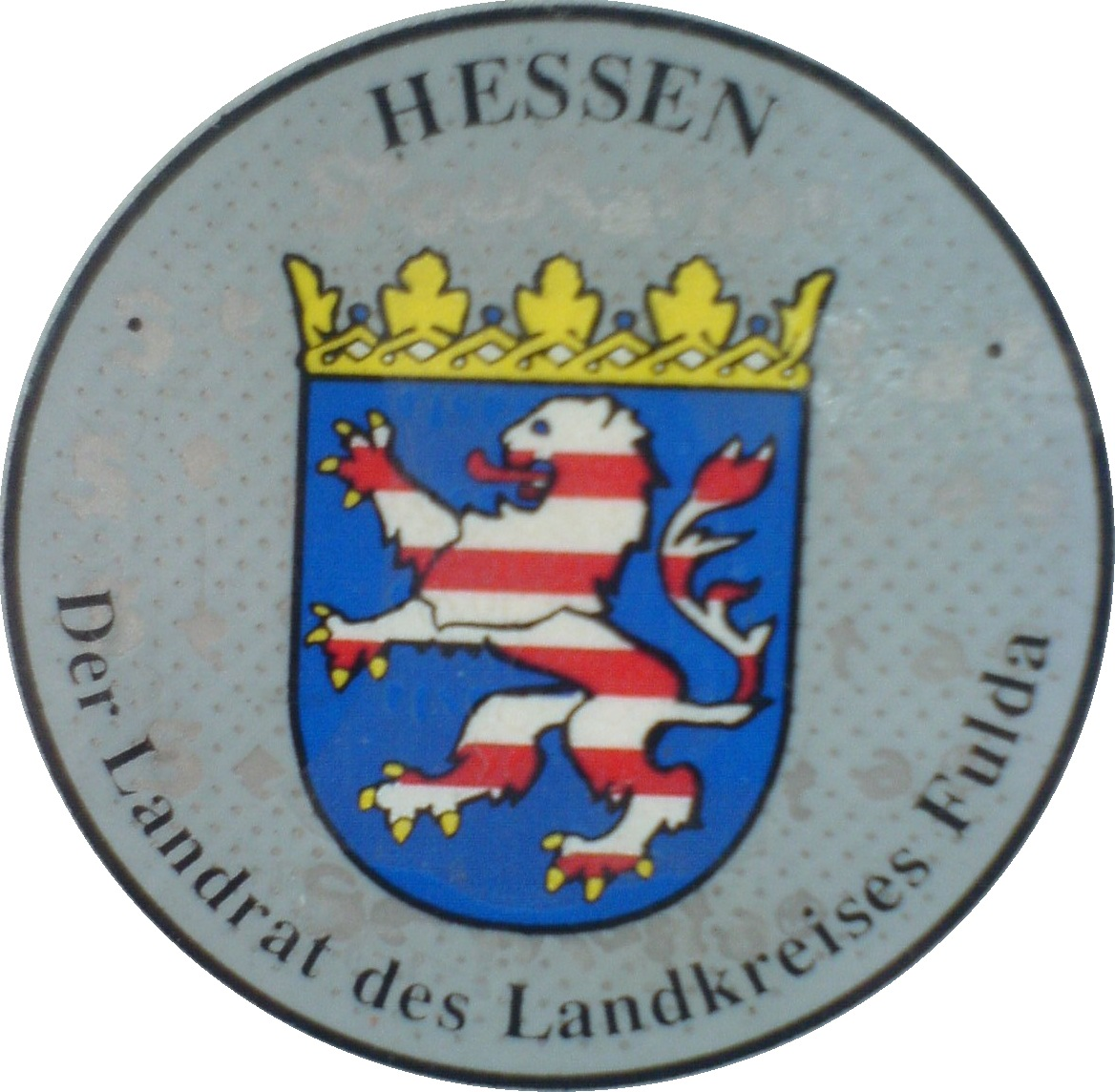
Kfz-Zulassungswappen für den Landkreis Fulda
Lage des Landkreises Fulda in Hessen
Lage des Landkreises Fulda in Deutschland

## Wappen der Stadt mit Sonderstatus im Landkreis Fulda

Kreisstadt Fulda

- Kreisstadt
 Fulda[2]

## Wappen der Städte und Gemeinden
- Gemeinde
Bad Salzschlirf
- Marktgemeinde
Burghaun
- Gemeinde
Dipperz
- Gemeinde
Ebersburg
- Gemeinde
Ehrenberg
- Gemeinde
Eichenzell
- Marktgemeinde
Eiterfeld
- Gemeinde
Flieden
- Stadt
Gersfeld
- Gemeinde
Großenlüder
- Marktgemeinde
Hilders
- Gemeinde
Hofbieber
- Gemeinde
Hosenfeld
- Stadt
Hünfeld[3]
- Gemeinde
Kalbach
- Gemeinde
Künzell
- Gemeinde
Neuhof
- Gemeinde
Nüsttal
- Gemeinde
Petersberg
- Gemeinde
Poppenhausen
- Gemeinde
Rasdorf
- Stadt
Tann (Rhön)[4]

## Wappen ehemaliger Städte und Gemeinden

Gemeinde Bad Salzschlirf
Marktgemeinde Burghaun
Gemeinde Großenlüder
Ortsteil Bimbach[5]
Gemeinde Hosenfeld
Ortsteil Blankenau

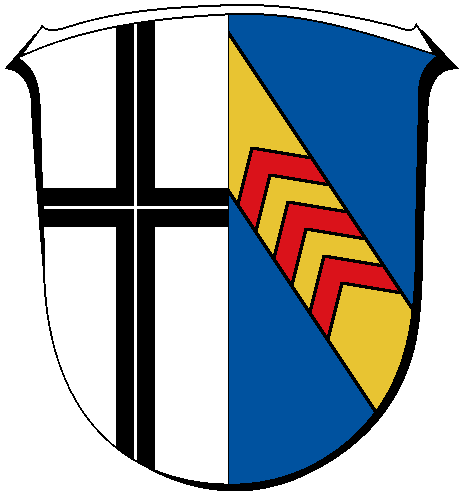
Gemeinde Großenlüder Ortsteil Bimbach
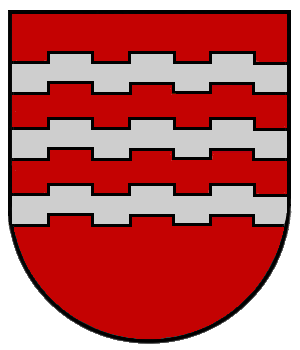
Gemeinde Hosenfeld Ortsteil Blankenau
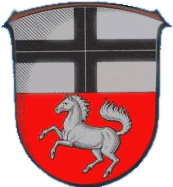
Stadt Fulda Stadtteil Bronnzell
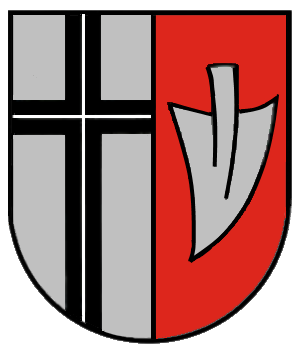
Stadt Fulda Stadtteil Edelzell
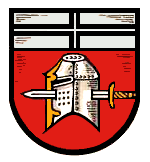
Stadt Fulda Stadtteil Harmerz
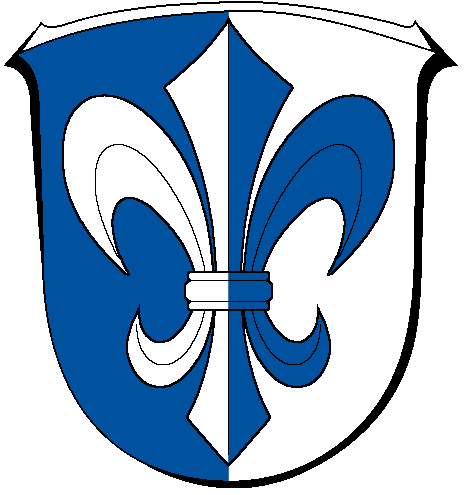
Stadt Gersfeld Stadtteil Hettenhausen
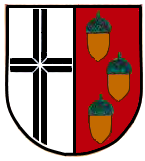
Stadt Fulda Stadtteil Kohlhaus
Stadt Fulda Stadtteil Lehnerz[11]
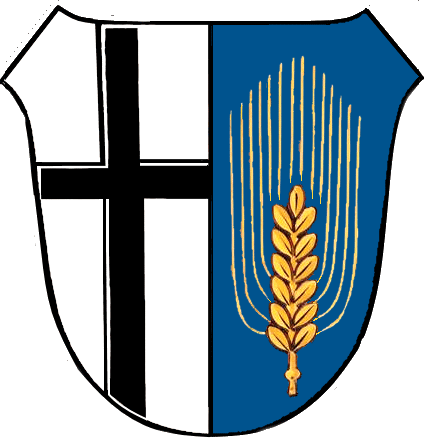
Stadt Fulda Stadtteil Niesig
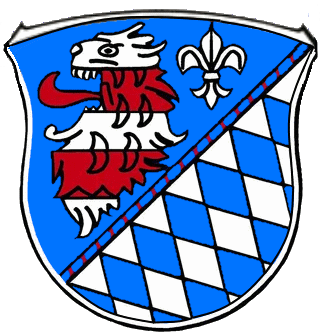
Gemeinde Eichenzell Ortsteil Rönshausen
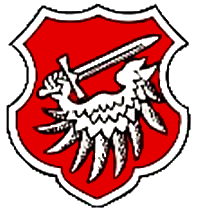
Gemeinde Petersberg Ortsteil Steinau
Gemeinde Eichenzell
Ortsteil Rönshausen[13]
Gemeinde Petersberg
Marktgemeinde Eiterfeld
Gemeinde Flieden
Stadt Gersfeld
Gemeinde Großenlüder
Marktgemeinde Hilders
Gemeinde Hofbieber
Gemeinde Hosenfeld
Stadt Hünfeld
Gemeinde Kalbach
Gemeinde Künzell
Gemeinde Neuhof
Gemeinde Nüsttal
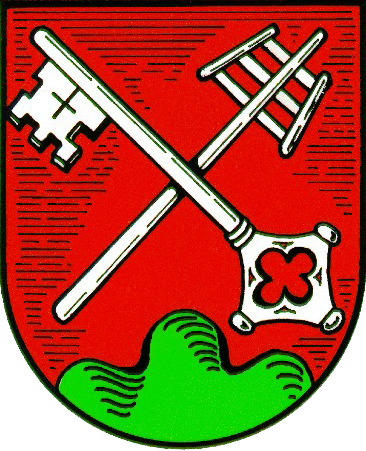
Gemeinde Petersberg
Gemeinde Poppenhausen
Gemeinde Rasdorf
Stadt Tann (Rhön)
Ortsteil Steinau

## Blasonierungen
1. ↑  Landkreiswappen: „Von Silber und Blau gespalten; vorne das schwarze durchgehende fuldische Kreuz, hinten der hessische Löwe.“
2. ↑  Fulda: „Ein gespaltener Schild; vorne in Silber ein schwarzes, durchgehendes Kreuz, hinten in Rot ein grüner Dreiberg, aus dem eine grüne Lilienstaude mit drei silbernen Blüten herauswächst. Über dem Schild befindet sich eine fünfzinnige Mauerkrone.“
3. ↑  Hünfeld: „In Blau ein silbernes durchgehendes Kreuz.“
4. ↑  Tann (Rhön): „Das Wappen der Stadt Tann (Rhön) zeigt in Gold eine bewurzelte grüne Tanne.“
5. ↑  Bimbach: „Gespalten von Silber und Blau; vorn das schwarze Fuldaer Kreuz und hinten einen goldenen Schrägbalken, belegt mit drei roten Sparren.“
6. ↑  Bronnzell: „Geteilt von Silber und Rot; oben das schwarze Fuldaer Kreuz und unten einen nach rechts sprengenden Schimmel.“
7. ↑  Edelzell: „Gespalten von Silber und Rot; vorn ein durchgehendes schwarzes Kreuz mit dünner senkrechter und waagrechter Trennlinie, hinten eine silberne Pflugschar.“
8. ↑  Harmerz: „In Rot unter einem silbernen Schildhaupt mit schwarzem Kreuz ein silberner Topfhelm mit goldenem Steg waagrecht durchbohrt von einem silbernen Schwert mit goldenem Griff.“
9. ↑  Hettenhausen: „Gespalten von Blau und Silber; eine heraldische Lilie in verwechselten Farben.“
10. ↑  Kohlhaus: „Gespalten von Silber und Rot; vorn das schwarze Fuldaer Stiftkreuz, hinten drei goldene Eicheln mit grünen Kappen.“
11. ↑  Lehnerz: „Der gespaltene Schild zeigt vorne in Silber ein schwarzes Kreuz und hinten in rot auf grünem Dreiberg einen weißen, gezinnten Turm.“
12. ↑  Niesig: „Gespalten von Silber und Blau; vorn ein schwarzes Kreuz und hinten eine goldene Kornähre.“
13. ↑  Rönshausen: „Der durch einen rot-weißen Schräglinksbalken geteilte Schild zeigt oben einen silbernen Löwenkopf mit roten Streifen neben einer silbernen Lilie in blauem Feld und unten die weiß-blauen bayrischen Wecken.“

Landeswappen |
Wappen der Landkreise und kreisfreien Städte
Bergstraße |
Darmstadt-Dieburg |
Stadt Frankfurt am Main |
Fulda |
Gießen |
Groß-Gerau |
Hersfeld-Rotenburg |
Hochtaunuskreis |
Kassel |
Lahn-Dill-Kreis |
Limburg-Weilburg |
Main-Kinzig-Kreis |
Main-Taunus-Kreis |
Marburg-Biedenkopf |
Odenwaldkreis |
Offenbach |
Rheingau-Taunus-Kreis |
Schwalm-Eder-Kreis |
Vogelsbergkreis |
Waldeck-Frankenberg |
Werra-Meißner-Kreis |
Wetteraukreis